# Smalnesskjæret
Smalnesskjæret est une île norvégienne du comté de Hordaland appartenant administrativement à Kjerrgarden.

## Description
Rocheuse et désertique, à fleur d'eau, elle s'étend sur environ 80 m de longueur pour une largeur approximative de 16 m. 